# Camutanga
Camutanga är en kommun i Brasilien.   Den ligger i delstaten Pernambuco, i den östra delen av landet, 1 700 km nordost om huvudstaden Brasília. Antalet invånare är 8 147.
Omgivningarna runt Camutanga är en mosaik av jordbruksmark och naturlig växtlighet. Runt Camutanga är det ganska tätbefolkat, med 155 invånare per kvadratkilometer.